# M51 (미사일)
M51 미사일은 프랑스 해군의 차세대 잠수함 발사형 ICBM이다. M45 미사일을 대체할 예정이다.
한 발의 M51 미사일에는 TN-75 핵탄두가 MIRV로 6개 탑재된다. 3단로켓이며, 아리안 5호의 추진 부스터를 개량하여 채용했다. 2010년에 실전배치되었다.
렁드(Landes) 북부의 Biscarrosse에 위치한 프랑스 미사일 발사 시험 센터에서 2006년 11월 9일 최초로 시험발사되었다. 북서대서양의 목표물에 20분만에 도달했다.
2차 3차 발사시험은 2007년 6월 21일과 2008년 11월 13일에 성공적으로 수행되었다.

## 같이 보기
- TN-75 핵탄두
- MIRV
- M4 미사일
- M45 미사일